# Сільвано Раджо Гарібальді
Сільвано Раджо Гарібальді (італ. Silvano Raggio Garibaldi, нар. 27 березня 1989, К'яварі) — італійський футболіст, півзахисник клубу «Сестрі Леванте».

## Клубна кар'єра
Народився 27 березня 1989 року в місті К'яварі. Розпочав кар'єру в молодіжному складі клубу «Віртус Ентелла» з рідного міста, з якого перейшов у «молодіжку» «Дженоа», з якою виграв турнір Віареджо у 2007 році. Дебютував на дорослому рівні у віці 19-ти років, 13 квітня 2008 року в матчі Серії А з «Торіно» (3:0), вийшовши на 82-й хвилині гри. Наступного тижня він вийшов на поле на 75-й хвилині гри з «Сієною» (1:0), зігравши свою другу і останню гру за рідний клуб. Надалі грав на правах оренди за нижчолігові клуби «Піза», «Сорренто» та «Губбіо».
20 липня 2012 року підписав контракт з клубом «Віртус Ентелла», команди Лега Про, де він почав грати у футбол. Він офіційно дебютував за «б'янкочелесті» 5 серпня, зігравши в стартовому складі в першому раунді Кубка Італії, проти «Реджани» (2:0), під час якого він отримав мікроперелом правої щиколотки. Через це він повернувся на поле 23 вересня під час домашньої перемоги проти «Трапані» (3:2), але був змушений покинути поле на 23-й хвилині через розтягнення правого стегна. 31 жовтня, знову повернувшись на поле, він отримав ще одну травму стегна під час тренування. Він повернувся до гри після більш ніж трьох місяців, 6 січня, через що за сезон провів лише з 12 матчів у всіх турнірах. Наступного сезону він провів лише 9 ігор, зробивши свій внесок у історичне підвищення клубу до Серії В. Загалом за «Ентеллу» за два роки він провів 21 матч і забив 1 гол.
Своєю грою за останню команду привернув увагу представників тренерського штабу клубу Леги Про «Мантова», до складу якого приєднався у серпні 2014 року. Відіграв за мантуйський клуб наступні три сезони своєї ігрової кар'єри. Більшість часу, проведеного у складі «Мантови», був основним гравцем команди. Загалом у червоно-білій футболці він провів 100 матчів і забив 3 голи, перевищивши позначку в 200 професійних матчів. Після цього 1 вересня 2017 року він підписав контракт з «Лаваньєзе» в Серії D, але вже 1 грудня покинув команду, провівши 13 матчів і 1 гол. Наступного дня він повернувся до «Мантови». Він провів до кінця сезону 20 ігор, включаючи програш у плей-оф проти «Арціньяно».
3 листопада 2018 року перейшов у «Комо» з Серії D. Забивши 2 голи в 21 грі, він допоміг команді вийти до Серії C, де наступного року провів 22 матчі. 9 жовтня 2020 року його придбала «Фоджа», з якою він підписав річний контракт. У апулійському клубі він провів лише 11 матчів, після чого 3 серпня 2021 року підписав контракт із «Сереньо», який нещодавно вийшов у Серію С. 1 липня 2022 року він залишився вільним агентом після того, як загалом провів 20 матчів за клуб.
11 січня 2023 року Раджіо Гарібальді підписав контракт із клубом «Сестрі Леванте», який на той момент займав перше місце у своїй групі Серії D. З лігурійською командою він виграв чемпіонат, таким чином повернувши «Сестрі Леванте» до Серії C після 74 років відсутності. Наприкінці сезону він був продовжив контракт ще на один рік. Зігравши 31 матч у наступному сезоні Серії C, він допоміг команді зберегти прописку у чемпіонаті, після чого продовжив співпрацю з клубом ще на рік. Станом на 8 березня 2025 року відіграв за Відіграв за 64 матчі в національному чемпіонаті.

## Виступи за збірні
2007 року дебютував у складі юнацької збірної Італії (U-18). Зі збірною U-19 у липні 2008 року взяв участь у юнацькому чемпіонаті Європи в Чехії, де забив гол у фіналі проти Німеччини (1:3). Завдяки своїм виступам він був включений УЄФА в список 10 найкращих гравців турніру.
У червні 2009 року був включений до списку гравців, викликаних до збірної до 20 років для участі в Середземноморських іграх. Там 1 липня він забив гол у ворота Лівії (1:0), який вивів італійців у фінал. Кілька місяців потому він був у заявці цієї ж команди, яка вирушила до Єгипту на молодіжний чемпіонат світу 2009 року, де він забив вирішальний гол у ворота Тринідаду і Тобаго (2:1), дозволивши італійській команді пройти до 1/8 фіналу.
Загалом на юнацькому рівні взяв участь у 23 іграх, відзначившись 4 забитими голами.

## Статистика виступів

### Статистика клубних виступів
Станом на 8 березня 2025
| Сезон                      | Команда                    | Чемпіонат                  | Чемпіонат | Чемпіонат | Національний кубок | Національний кубок | Національний кубок | Континентальні кубки | Континентальні кубки | Континентальні кубки | Інші змагання | Інші змагання | Інші змагання | Усього | Усього |
| Сезон                      | Команда                    | Ліга                       | Ігор      | Голів     | Ліга               | Ігор               | Голів              | Ліга                 | Ігор                 | Голів                | Ліга          | Ігор          | Голів         | Ігор   | Голів  |
| -------------------------- | -------------------------- | -------------------------- | --------- | --------- | ------------------ | ------------------ | ------------------ | -------------------- | -------------------- | -------------------- | ------------- | ------------- | ------------- | ------ | ------ |
| 2007–08                    | «Дженоа»                   | A                          | 2         | 0         | КІ                 | 0                  | 0                  | -                    | -                    | -                    | -             | -             | -             | 2      | 0      |
| 2008–09                    | «Піза»                     | B                          | 6         | 0         | КІ                 | 0                  | 0                  | -                    | -                    | -                    | -             | -             | -             | 6      | 0      |
| 2009-січ. 2010             | «Дженоа»                   | A                          | 0         | 0         | КІ                 | 0                  | 0                  | ЛЄ                   | -                    | -                    | -             | -             | -             | 0      | 0      |
| Усього за «Дженоа»         | Усього за «Дженоа»         | Усього за «Дженоа»         | 2         | 0         |                    | 0                  | 0                  |                      | -                    | -                    | -             | -             | -             | 2      | 0      |
| січ.-черв. 2010            | «Сорренто»                 | ПД (ІІІ)                   | 7         | 0         | КІ-ЛП              | -                  | -                  | -                    | -                    | -                    | -             | -             | -             | 7      | 0      |
| 2010–11                    | «Губбіо»                   | ПД (ІІІ)                   | 33        | 0         | КІ+КІ-ЛП           | 0+1                | 0                  | -                    | -                    | -                    | -             | -             | -             | 34     | 0      |
| 2011–12                    | «Губбіо»                   | B (ІІ)                     | 30        | 0         | КІ                 | 3                  | 1                  | -                    | -                    | -                    | -             | -             | -             | 33     | 1      |
| Усього за «Губбіо»         | Усього за «Губбіо»         | Усього за «Губбіо»         | 63        | 0         |                    | 4                  | 1                  |                      | -                    | -                    | -             | -             | -             | 67     | 1      |
| 2012–13                    | «Віртус Ентелла»           | ПД (ІІІ)                   | 11        | 0         | КІ+КІ-ЛП           | 1+0                | 0                  | -                    | -                    | -                    | -             | -             | -             | 12     | 0      |
| 2013–14                    | «Віртус Ентелла»           | ПД (ІІІ)                   | 7         | 0         | КІ+КІ-ЛП           | 1+1                | 1                  | -                    | -                    | -                    | -             | -             | -             | 9      | 1      |
| Усього за «Віртус Ентелла» | Усього за «Віртус Ентелла» | Усього за «Віртус Ентелла» | 18        | 0         |                    | 3                  | 1                  |                      | -                    | -                    | -             | -             | -             | 21     | 1      |
| 2014–15                    | «Мантова»                  | ЛП (ІІІ)                   | 25        | 3         | КІ-ЛП              | 2                  | 0                  | -                    | -                    | -                    | -             | -             | -             | 27     | 3      |
| 2015–16                    | «Мантова»                  | ЛП (ІІІ)                   | 32+2      | 0         | КІ-ЛП              | 3                  | 0                  | -                    | -                    | -                    | -             | -             | -             | 37     | 0      |
| 2016–17                    | «Мантова»                  | ЛП (ІІІ)                   | 34        | 0         | КІ-ЛП              | 2                  | 0                  | -                    | -                    | -                    | -             | -             | -             | 36     | 0      |
| серп.-груд. 2017           | «Лаваньєзе»                | D (IV)                     | 13        | 0         | КІ-D               | 0                  | 0                  | -                    | -                    | -                    | -             | -             | -             | 13     | 0      |
| груд. 2017–18              | «Мантова»                  | D (IV)                     | 19+1      | 0         | КІ-D               | -                  | -                  | -                    | -                    | -                    | -             | -             | -             | 20     | 0      |
| Усього за «Мантову»        | Усього за «Мантову»        | Усього за «Мантову»        | 110+3     | 3         |                    | 7                  | 0                  |                      | -                    | -                    | -             | -             | -             | 120    | 3      |
| лист. 2018–19              | «Комо»                     | D (IV)                     | 21+2      | 2         | КІ-D               | 0                  | 0                  | -                    | -                    | -                    | -             | -             | -             | 23     | 2      |
| 2019–20                    | «Комо»                     | C (ІІІ)                    | 22        | 0         | КІ-C               | 1                  | 0                  | -                    | -                    | -                    | -             | -             | -             | 23     | 0      |
| Усього за «Комо»           | Усього за «Комо»           | Усього за «Комо»           | 43+2      | 2         |                    | 1                  | 0                  |                      | -                    | -                    | -             | -             | -             | 46     | 2      |
| жовт. 2020–21              | «Фоджа»                    | C (ІІІ)                    | 11        | 0         |                    | -                  | -                  | -                    | -                    | -                    | -             | -             | -             | 11     | 0      |
| 2021–22                    | «Сереньо»                  | C (ІІІ)                    | 18+1      | 0         | КІ-C               | 1                  | 0                  | -                    | -                    | -                    | -             | -             | -             | 20     | 0      |
| січ.-черв. 2023            | «Сестрі Леванте»           | D (IV)                     | 14+5      | 2         | КІ-D               | 0                  | 0                  | -                    | -                    | -                    | -             | -             | -             | 19     | 2      |
| 2023–24                    | «Сестрі Леванте»           | C                          | 31        | 0         | КІ-C               | 1                  | 0                  | -                    | -                    | -                    | -             | -             | -             | 32     | 0      |
| 2024–25                    | «Сестрі Леванте»           | C                          | 19        | 0         | КІ-C               | 0                  | 0                  | -                    | -                    | -                    | -             | -             | -             | 19     | 0      |
| Усього за «Сестрі Леванте» | Усього за «Сестрі Леванте» | Усього за «Сестрі Леванте» | 64+5      | 2         |                    | 1                  | 0                  |                      | -                    | -                    | -             | -             | -             | 70     | 2      |
| Усього за кар'єру          | Усього за кар'єру          | Усього за кар'єру          | 365       | 7         |                    | 17                 | 2                  |                      | -                    | -                    | -             | -             | -             | 382    | 9      |